# Charles Humbert
Charles Humbert, född 28 maj 1866, död 1 november 1927, var en fransk journalist och politiker.
Humbert övergick efter tjänstgöring i armén till journalistisk verksamhet. Han blev 1906 deputerad. Som redaktör för den inflytelserika tidningen Le Journal förde Humbert under första världskriget en energisk kampanj för att förbättra franska arméns artilleriutrustning. Samtidigt invecklades han i tvivelaktiga processer om ärligheten i sin hållning angående källan till det kapital, varmed han övertagit tidningen.